# 親子丼
親子丼（おやこどんぶり、おやこどん）は、割下などで煮た鶏肉を溶き卵でとじ、飯の上に乗せた丼物の一種である。「親子」という名称は鶏の肉と卵を使うことに由来する。
ネギやタマネギなどと共に煮て、彩りとしてミツバやグリーンピース、刻み海苔などを飾ることが多い。
鶏肉と鶏卵以外を材料とする丼の中にも「親子丼」と称する料理がある（後述）。

## 起源
親子丼の起源は不明である。確認できる最古の文献資料としては、1884年（明治17年）に神戸元町の「江戸幸」が出した新聞広告に「親子上丼」「親子並丼」「親子中丼」の名が見られる。
東京日本橋人形町にある軍鶏料理専門店「玉ひで」が主張する説によれば、1887年（明治20年）頃、鳥寿㐂（とりすき＝軍鶏鍋のこと）の最後の〆として鍋に残った煮汁を卵とじにして、白飯のおかずとして食べる客がいたという。五代目店主の妻・山田とくは「親子煮」と呼ばれていたこの食べ方を盛り切りの丼飯とすることを考案したが、「汁かけ飯を店で出すと格が落ちる」という当時の風潮から、出前専用の料理として提供されるようになった。玉ひではその後、親子丼の元祖としてマスコミにも取り上げられるようになり、1979年（昭和54年）からは店内でも提供するようになっている。玉ひでの親子丼は、みりんをたっぷりと用いた非常に甘い割下で軍鶏の肉だけを煮て卵とじにしたもので、タマネギやミツバ等の野菜類は現在も使われていない。また今日では半熟状態で提供されるが、1954年（昭和29年）頃までは完全に火を通した状態で提供されていた。
また別の説として、1903年（明治36年）に大阪で開催された第五回内国勧業博覧会の目玉料理として、北浜銀行頭取の岩下清周からの依頼により、大阪の料亭「鳥菊」の店主「内本松次郎」が考案した親子丼もある。こちらは鶏肉と白菜、ネギの煮込みを卵でとじてご飯に載せたもので、一杯15銭で販売され人気を博し、その後関西一円の食堂で提供されるようになったとされる。

## 親子丼のバリエーション

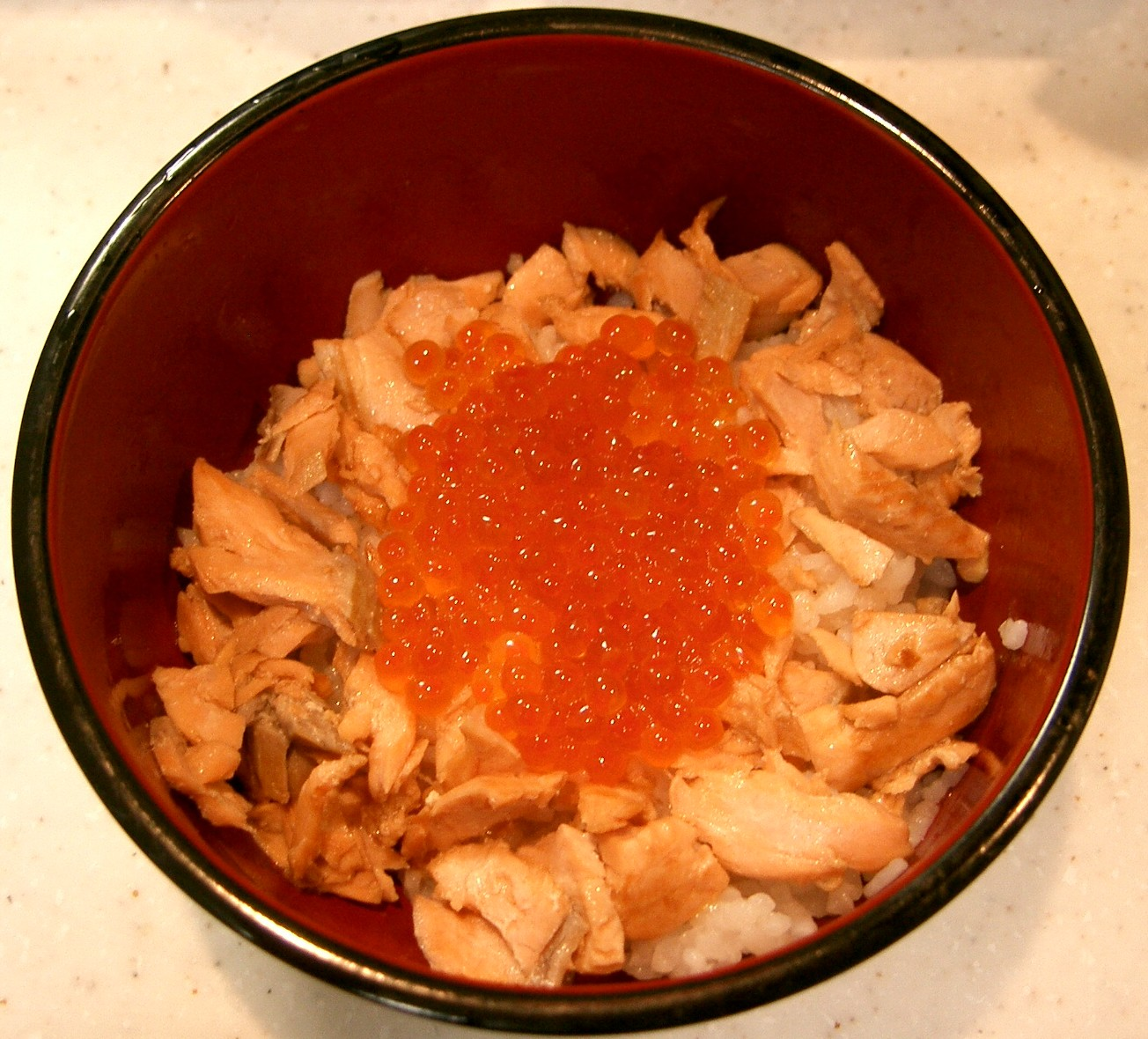
サケとイクラの親子丼

- 親子丼の具材をかけうどんに乗せたものを「親子うどん」という。同様に親子蕎麦もある。
- 鴨肉を卵でとじた「鴨の親子丼」を販売している店もある。関西ではこれを「いとこ丼」と呼ぶ店もある[6]。
- 宮崎県では鶏肉、タマネギ、干しシイタケ、ニンジン、ダイコンと溶き卵を煮込んだスープを、丼飯の上にかけたものを親子丼と呼ぶ。
- 鶏卵で綴じたチキンカツを具とするカツ丼を「親子カツ丼」という。

ニワトリ以外の動物の成体と卵を使った丼物を親子丼と称することがある。
- 丼飯にサケの切り身を焼いたものや、刺身または鮭フレークとイクラをのせたものを「鮭親子丼」「海鮮親子丼」と呼ぶことがある。
- 漫画『築地魚河岸三代目』にはニシンとカズノコの親子丼が登場する。